# Edificio Lloyd's
El Edificio LLoyd's de Londres está situado en el número 1 de Lime Street en la City de Londres, Inglaterra, y es la sede del mercado de seguros Lloyd’s of London. Fue diseñado por el arquitecto británico Richard Rogers. Desde 2011 está incluido entre los monumentos catalogados del Reino Unido, con el máximo nivel (grado I).
Se encuentra en la zona conocida como Saint Mary Axe, a la que da nombre una pequeña iglesia. Entre otros edificios cercanos también se encuentra el Banco de Inglaterra así como la torre de oficinas 30 St Mary Axe, obra del arquitecto Norman Foster.

## Lloyd's of London

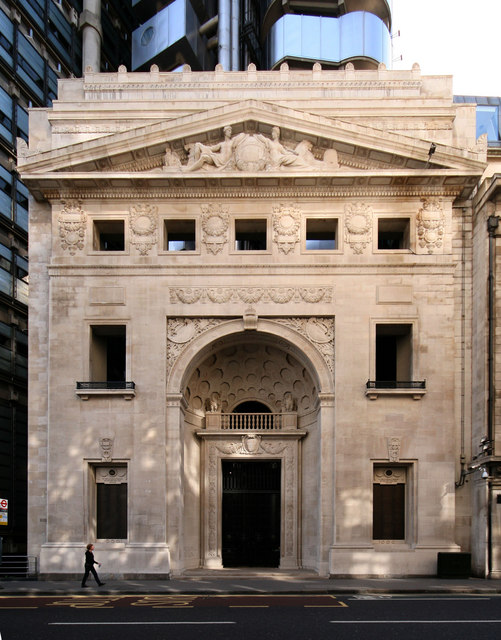
Fachada del antiguo edificio de Lloyd's of London recayente a Ledenhall Street, con forma de arco de triunfo obra del arquitecto sir Edwin Cooper que se decidió mantener como acceso principal al edificio actual.

Lloyd's of London es un mercado de seguros británico y no una compañía de seguros. Sirve como lugar de encuentro para empresas financieras o aseguradoras. A diferencia de la mayoría de sus competidores en el mercado de reaseguros, no es una empresa. La Sociedad Lloyd's fue incorporada por la Ley de 1871 a Lloyd's.

### Concurso
Los propietarios de esta compañía decidieron cambiar de sede a mediados de 1970, pues el edificio en el que se encontraba la compañía había quedado obsoleto. Para su nueva sede convocaron un concurso de arquitectura, en el que una de las premisas principales era que el futuro edificio pudiera sufrir ampliaciones y modificaciones futuras sin que por ello afectara a la labor de la compañía, pues no querían sufrir otro traslado traumático como en el que se encontraban inmersos.
La propuesta ganadora fue la de Richard Rogers y su equipo, en la que la característica principal era que los núcleos húmedos y de comunicación se llevaban al exterior del edificio para que no entorpecieran el interior diáfano. De esta manera estos elementos  podrían crecer en un futuro simplemente apilándolos, sin que se viera afectado el cuerpo central con las zonas de trabajo del edificio.
Por tanto, la victoria de Rogers y su equipo en este concurso no se debió tanto a una propuesta arquitectónica sino al desarrollo de una estrategia de adecuación del espacio arquitectónico a las necesidades futuras de la compañía, que evitaría mudanzas u obras traumáticas.

## El edificio

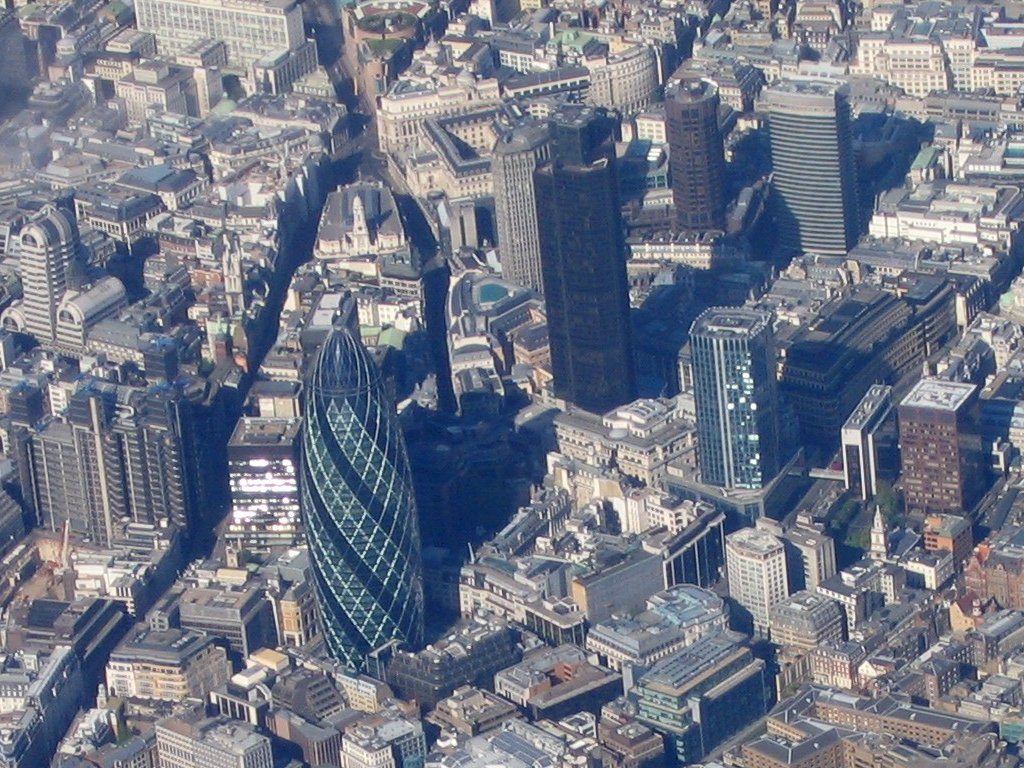
Vista aérea de la zona financiera de la City de Londres. A la izquierda de la imagen se encuentra el edificio Lloyd's y en el centro el edificio 30 St Mary Axe.

El edificio fue diseñado por Richard Rogers y construido por la empresa Bovis entre los años 1978 y 1986. Del mismo modo que el Centro Pompidou (diseñado por Rogers y Renzo Piano), el Lloyd's fue un edificio innovador por el hecho de plantear sus servicios, tales como escaleras, ascensores, conductos de electricidad y sistema de suministro de agua en el exterior, permitiendo liberar el interior, creando un espacio totalmente diáfano. Los doce ascensores panorámicos de vidrio fueron los primeros de este tipo instalados en el Reino Unido.
El edificio se sitúa en una parcela de forma irregular de la que se separa de los límites, de manera que en planta el cuerpo central es un rectángulo al que se le adosan en los laterales tres torres principales y tres torres de servicios. El punto central en el que se focaliza la visión en planta del edificio se encuentra ocupado en la planta baja por la famosa campana Lutine. Esta centralidad se remarca con el espacio vacío que se libera, creando un atrio iluminado de 60 metros de altura cubierto por una gran bóveda de vidrio suspendida de una estructura metálica formada por cerchas tubulares pintadas de blanco. En este espacio se encuentran unas escaleras mecánicas que comunican las cuatro primeras plantas del inmueble, de manera que al resto de plantas superiores solo se puede acceder mediante los ascensores exteriores dispuestos en los núcles de comunicación.

## Críticas
En 1986 la revista The Buildings of England lo definió como «... el edificio más innovador que la City ha visto desde el Banco de Inglaterra de Soane...».

## Galería

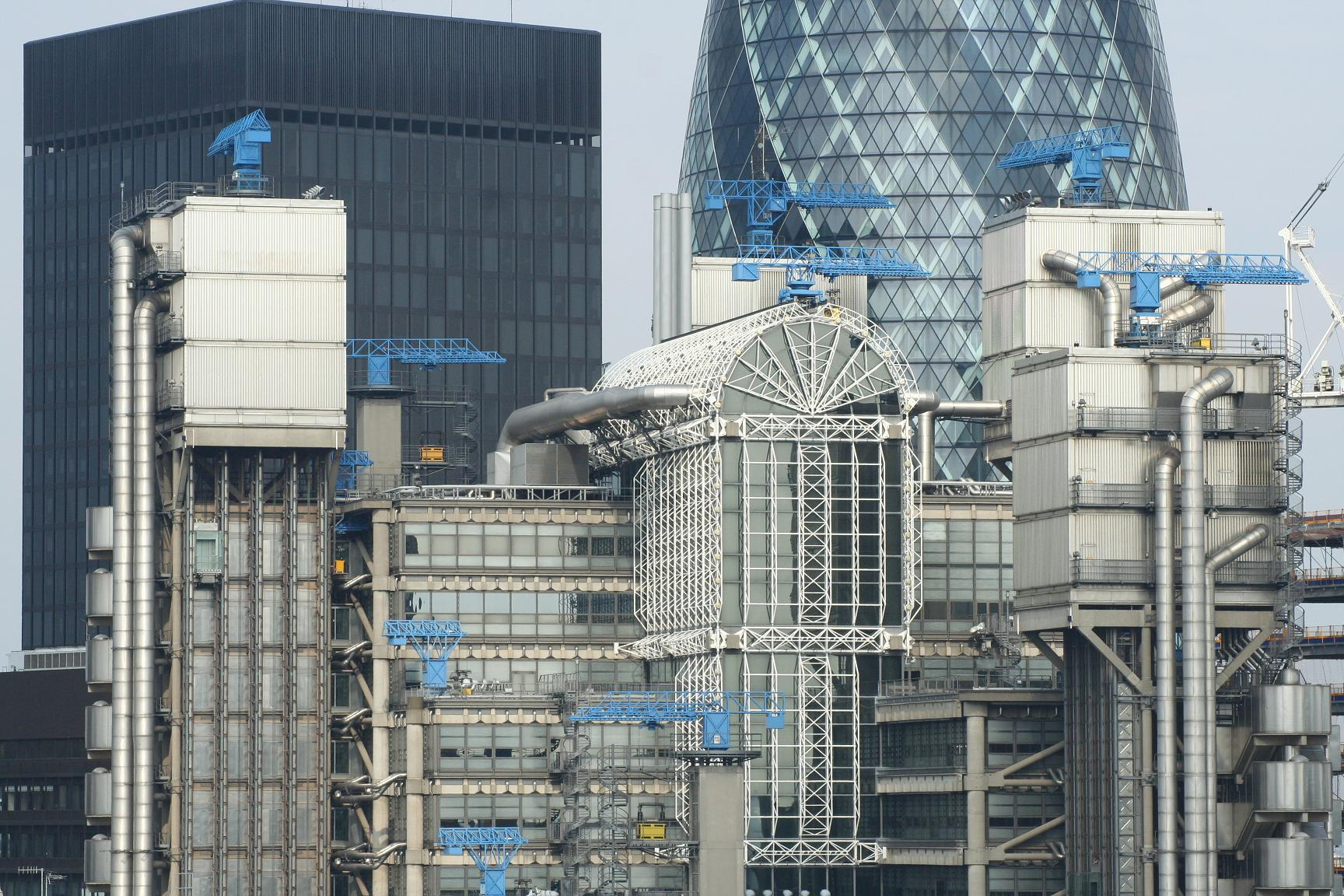
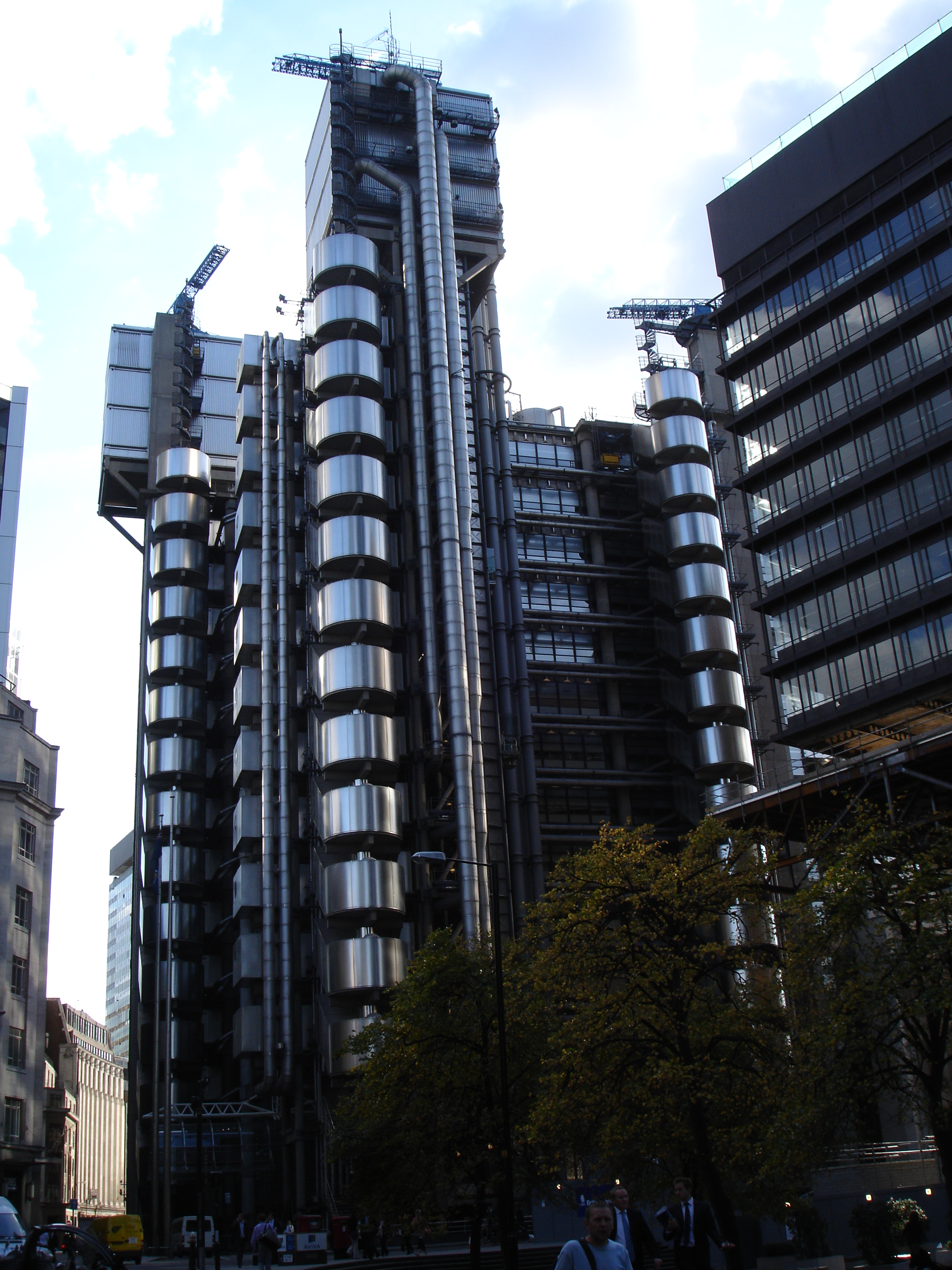
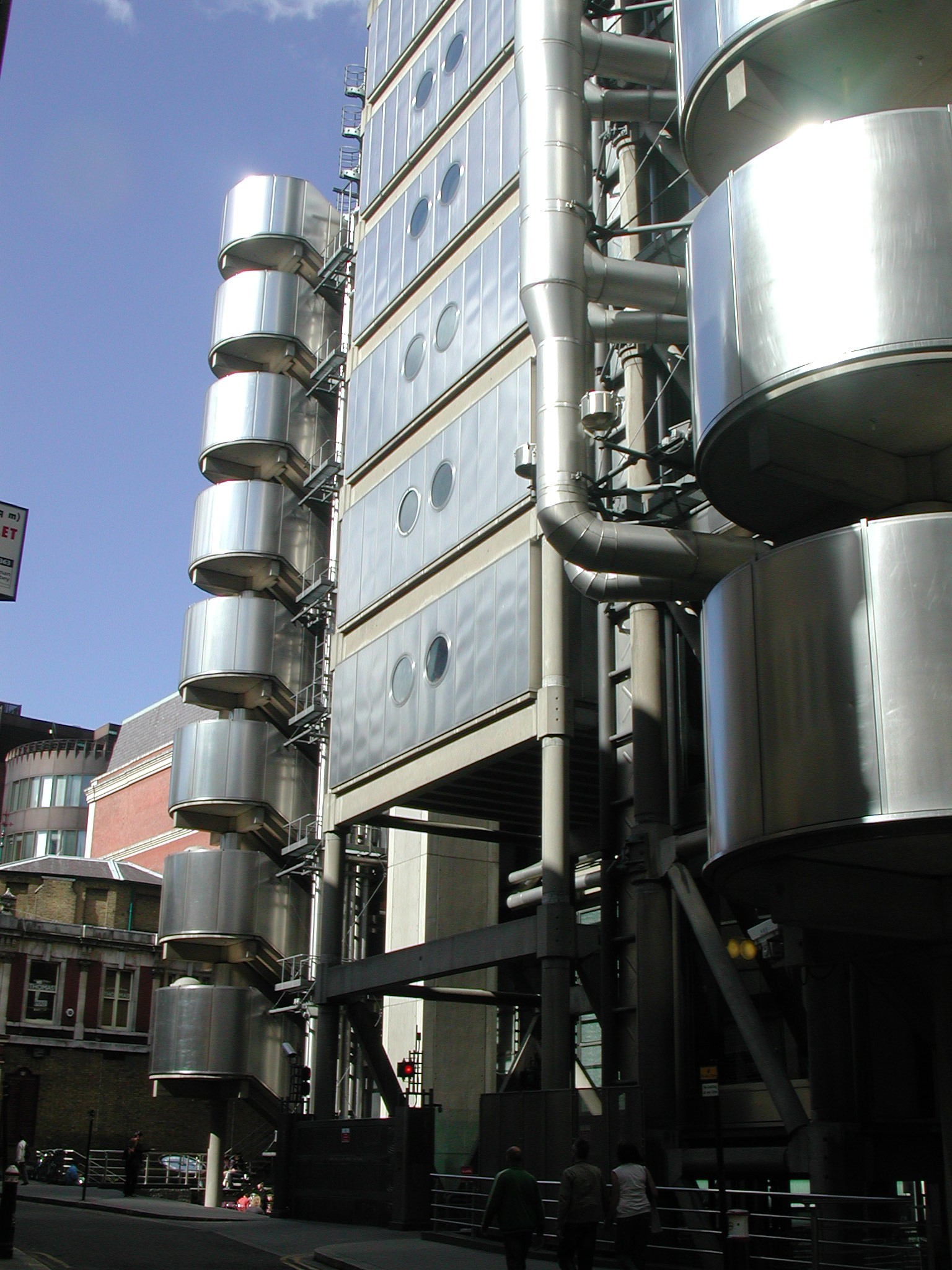
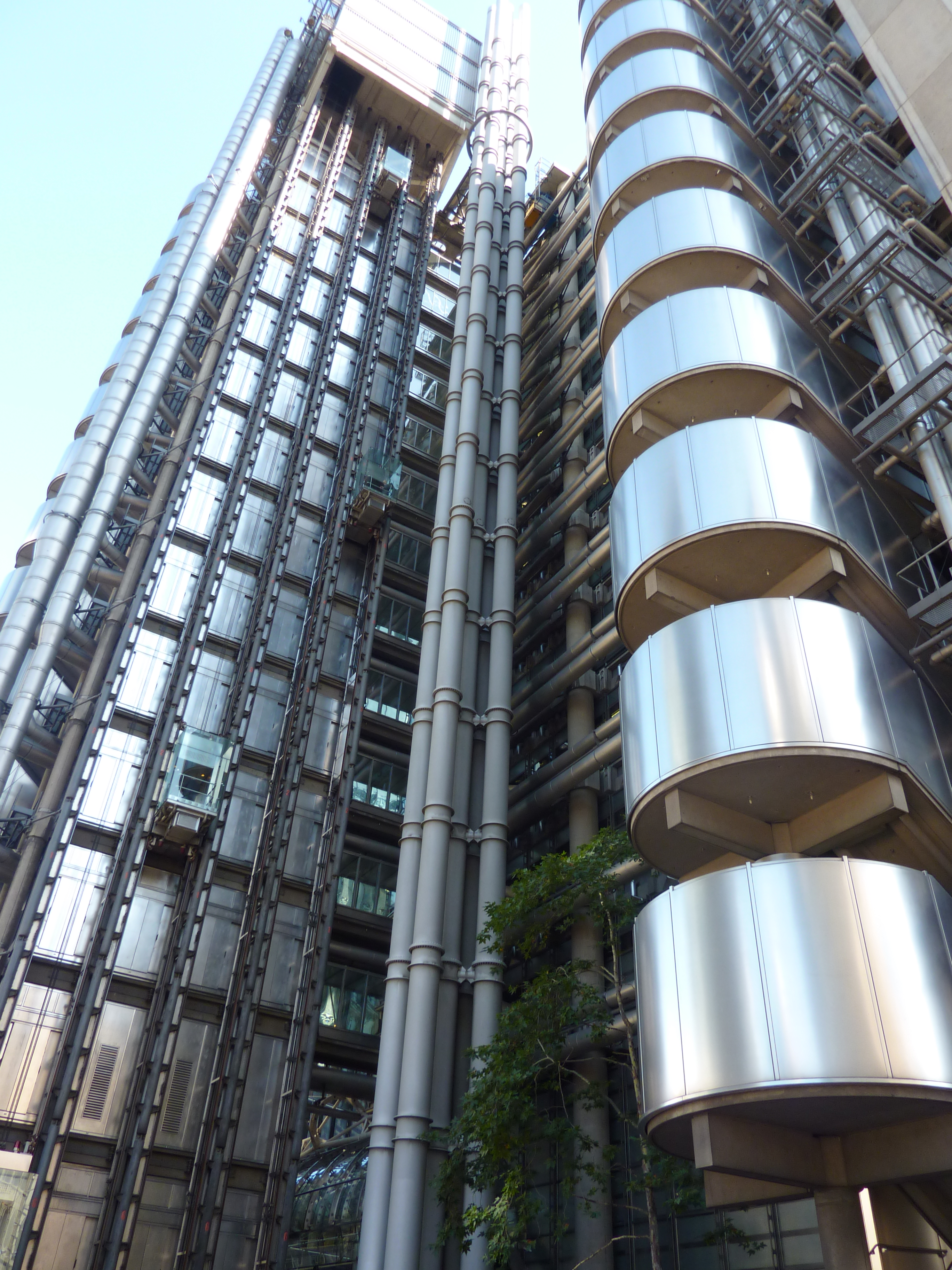
Detalle de los ascensores exteriores panorámicos.
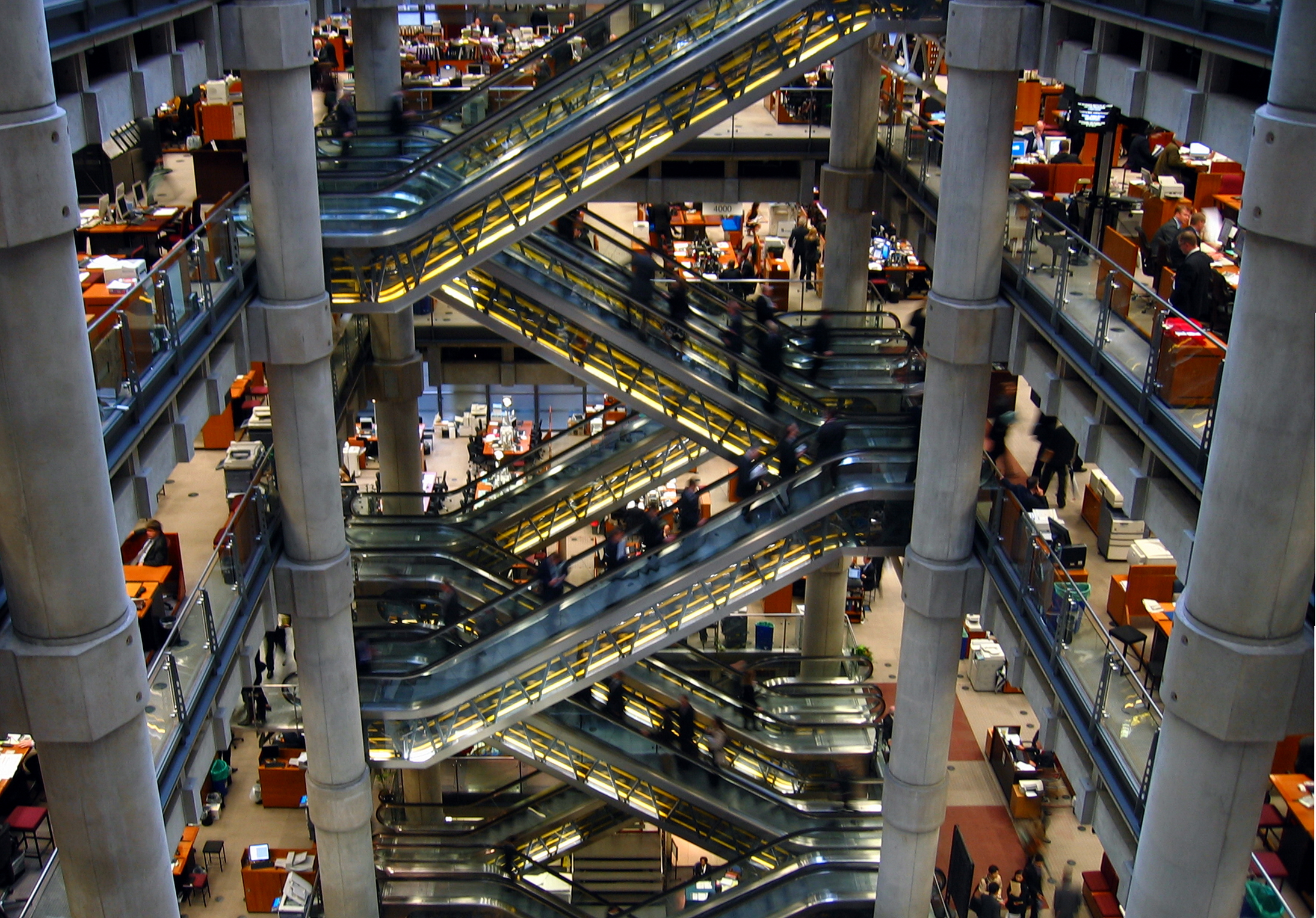
Imagen del atrio central con las escaleras mecánicas en las plantas inferiores.
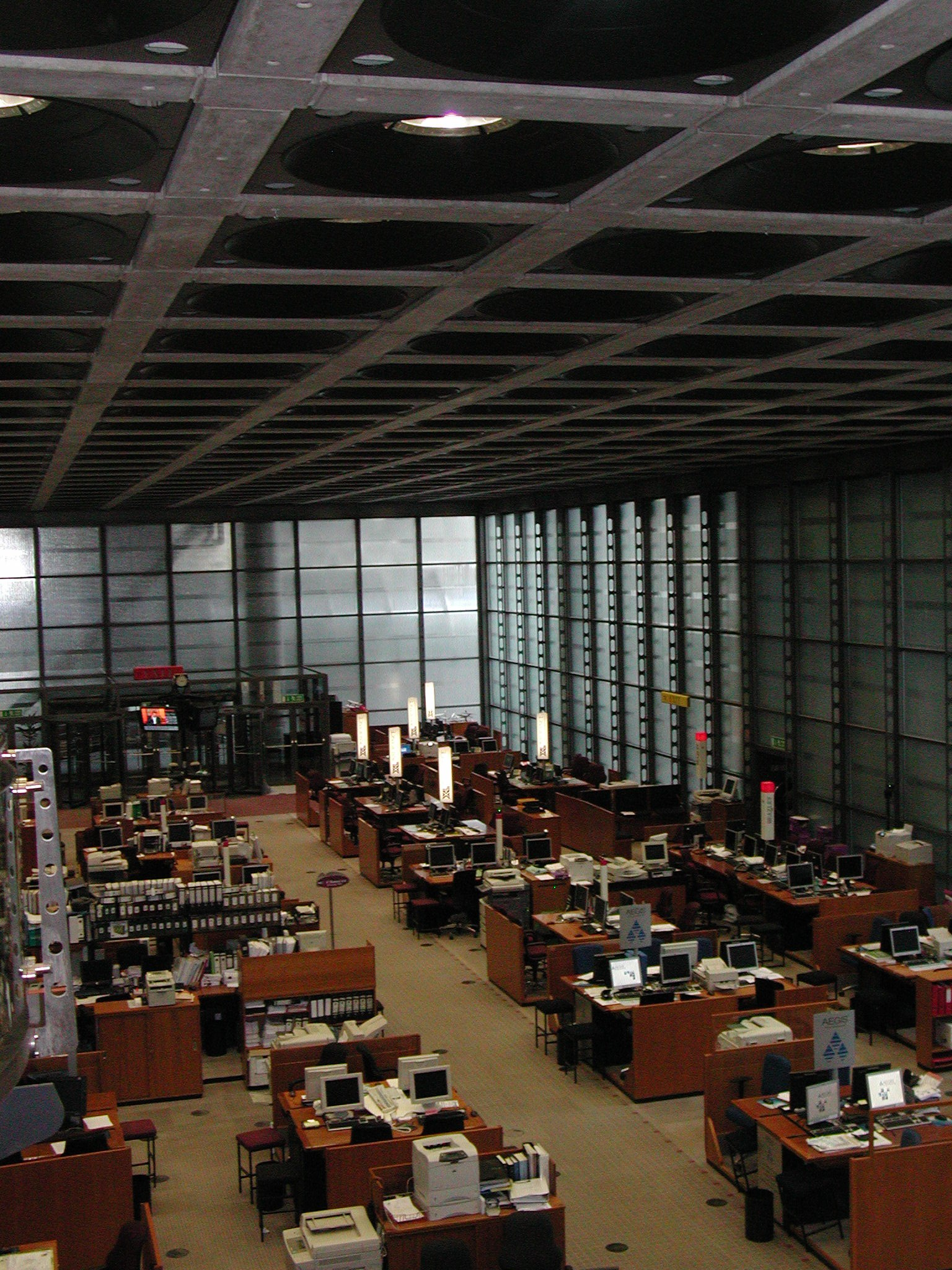
Zona de trabajo, totalmente diáfana.
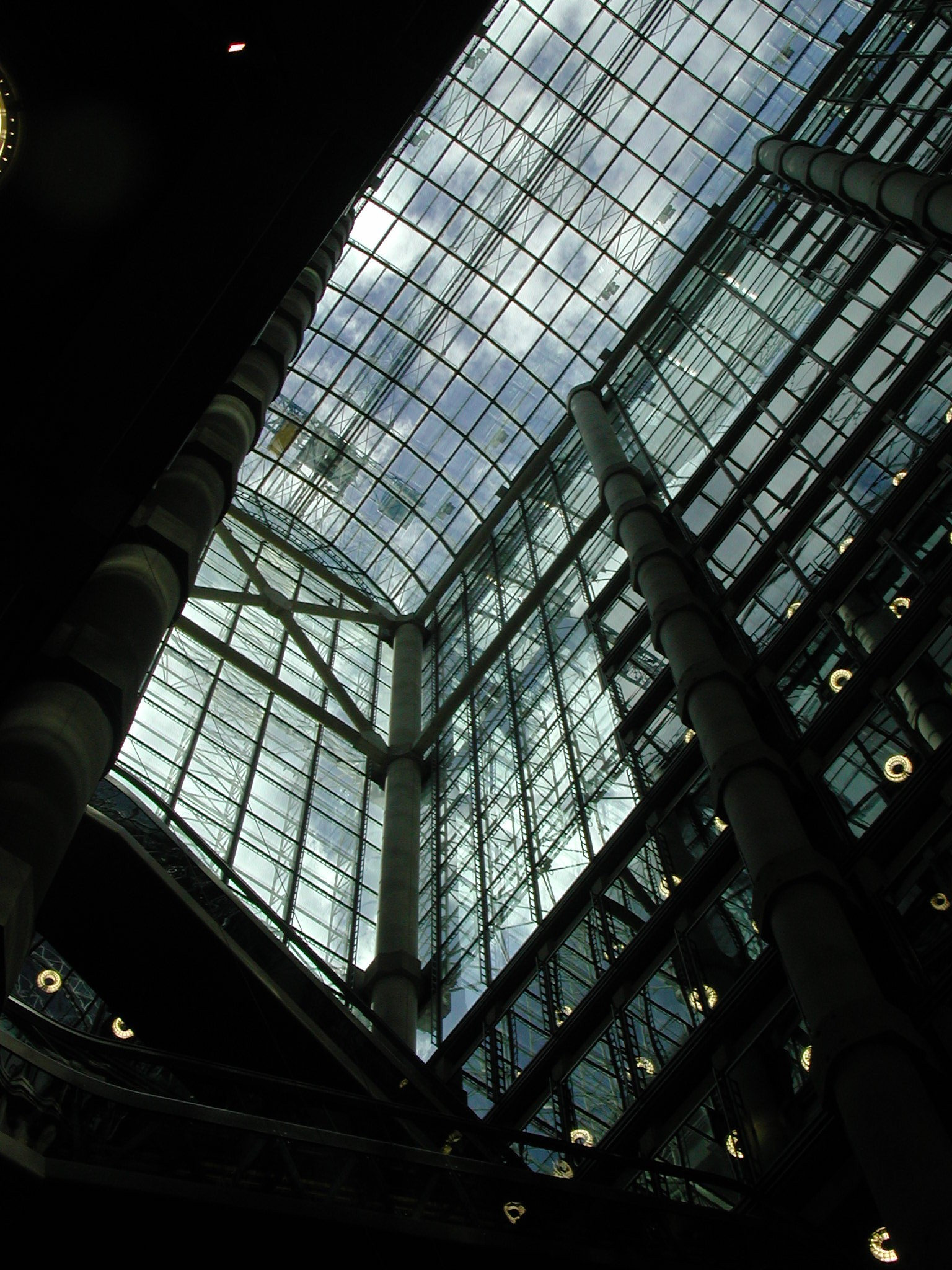
Vista cenital, imagen tomada desde la planta baja enfocando la bóveda de vidrio.
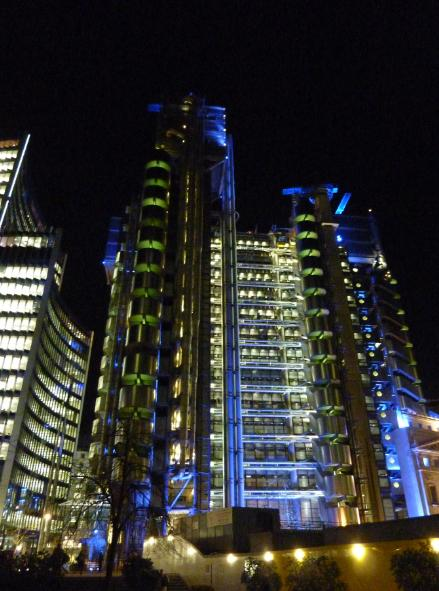
Vista nocturna del edificio.

## Premios
El diseño del edificio Lloyd's ha sido reconocido por numerosas instituciones y publicaciones, recibiendo los siguientes premios:
- Premio "Architecture at Work" del Financial Times, 1987.
- Premio Civic Trust, 1987.
- Premio de la Concrete Society, 1987.
- Premio regional del RIBA, 1988.
- Premio PA a la innovación en el diseño y la construcción de edificios, 1988.
- 8º Premio internacional Eternit de arquitectura (Mención especial), 1988.